# Stefan Henze (Kanute)
Stefan Henze (* 3. Mai 1981 in Halle (Saale); † 15. August 2016 in Rio de Janeiro, Brasilien) war ein deutscher Kanute und Kanutrainer.
Der Slalomkanute des Böllberger SV Halle startete mit Marcus Becker im Zweier-Canadier. Die beiden Hallenser wurden 1998 Juniorenweltmeister, 1999 Junioreneuropameister und 2003 Weltmeister. Bei den Olympischen Sommerspielen 2004 in Athen gewann das Duo die Silbermedaille. Dafür erhielt er am 16. März 2005 das Silberne Lorbeerblatt.
Er konnte sich jedoch weder für die Olympischen Sommerspiele 2008 in Peking noch für die Olympischen Sommerspiele 2012 in London qualifizieren. Während seiner aktiven Zeit als Leistungssportler gehörte Henze, der in Augsburg lebte, einer Sportfördergruppe der Bundeswehr an; zudem schloss er ein Sportstudium mit dem Mastergrad ab.
Nach der verpassten Qualifikation für London entschieden sich Henze und Becker im Jahr 2012 für einen Rückzug aus dem aktiven Leistungssport. Seit 2013 war Henze als Bundestrainer beim Deutschen Kanu-Verband tätig.
Bei den Olympischen Sommerspielen 2016 in Rio de Janeiro betreute Henze als Bundestrainer der Kajak-Damen die deutsche Teilnehmerin Melanie Pfeifer. Als er am 12. August 2016 in einem Taxi saß, kam der Fahrer von der Straße ab und fuhr gegen eine Mauer. Dabei erlitt Henze ein schweres Schädel-Hirn-Trauma und musste wegen akuter Lebensgefahr notoperiert werden. Drei Tage später erlag er seinen Verletzungen.
Am Tag nach Henzes Tod wurden alle deutschen Fahnen an den olympischen Stätten auf halbmast gesetzt. Es entstand eine Debatte darüber, ob Henze möglicherweise überlebt hätte, wenn er schneller behandelt worden wäre. Wenige Wochen vor der Eröffnung der Olympischen Spiele hatte der Ärzterat von Rio de Janeiro nach einer Visite in den fünf Olympia-Referenzkrankenhäusern davor gewarnt, dass diese Kliniken dramatisch überfüllt seien. In der Klinik, die nach dem Unfall vergeblich angefahren wurde, war die Abteilung für Neurochirurgie bereits vor Jahren geschlossen worden, so dass Henze in eine 20 Kilometer entfernte Klinik weitertransportiert werden musste. Henze war Träger eines Organspendeausweises. Nach seinem Tod spendete er sein Herz, seine Leber und seine Nieren. Sie wurden schwerkranken Patienten transplantiert, so die Gesundheitsbehörde des Bundeslandes Rio de Janeiro. Die Transplantation des Herzens fand am Instituto Nacional de Cardiologia (INC) in Rio statt.
Stefan Henzes Vater Jürgen und sein Bruder Frank waren ebenfalls Kanuten und Olympiateilnehmer.